# گرانبها (فیلم ۲۰۰۹)
گرانبها (به انگلیسی: Precious) یک فیلم درام آمریکایی ساخته شده بر اساس رمان «فشار» به قلم رامونا لافتون در سال ۲۰۰۹ به کارگردانی لی دنیلز است. این فیلم در همان سال در جشنواره فیلم ساندنس و جشنواره فیلم کن شرکت کرد. در این فیلم بازیگرانی همچون گابوری سیدیب، مونیک، پائولا پاتون و ماریا کری ایفای نقش می‌کنند. مونیک برای بازی در این فیلم جایزه اسکار بهترین بازیگر نقش مکمل زن را از آکادمی علوم و هنرهای سینمایی دریافت کرد.

## داستان
این فیلم داستان یک دختر نوجوان سیاه‌پوست ساکن محلهٔ هارلم را روایت می‌کند. قهرمان قصه، دختر بدقیافه و فوق‌العاده چاقی به اسم کلیریس پرشس جونر (گبوری سیدیبی) است که بارها مورد تعرض پدرش قرارگرفته‌است. این دختر که در زندگی سخت و دشوار خود چیزی جز تعرض، بی‌احترامی، ناسزا و نفرت را تجربه نکرده، صاحب فرزندی است که نام وی را به خاطر بیماری مونگولیسم‌اش «مونوگول کوچولو» گذاشته. پرشس که شانزده سال بیشتر ندارد، حتی نمی‌تواند روی مادر خود که زنی به شدت فحاش و نامهربان است، حساب کند. پرشس در واکنش به سختی‌های زندگی، به دنیای تخیل پناهنده می‌شود؛ دنیای ویدئوکلیپ‌های موسیقی و فیلم‌های سینمایی. او در این دنیای مجازی در محور و کانون توجه قرار دارد و از طعم احترام و مهربانی برخوردار می‌شود. در ادامهٔ ماجرا، بلورین (پائولا پاتون)، معلم مدرسهٔ پرشس، پی به مشکلات پرشس می‌برد و وی را دعوت به شرکت در کلاس‌های آموزشی فوق برنامه می‌کند. پرشس با شرکت در این کلاس‌ها و نوشتن احساسات و درونیات خویش بر روی کاغذ بارقه‌ای از امید را شناسایی می‌کند و …